# Грикявичюс, Альмантас
Стяпо́нас А́льмантас Грикя́вичюс (лит. Steponas Almantas Grikevičius; 7 июня 1935, Каунас, Литва — 4 января 2011) — советский и литовский актёр, кинорежиссёр, сценарист и монтажёр.

## Биография
В 1966 году окончил режиссёрский факультет ВГИКа. В 1969–1992 годы в штате Литовской киностудии. Начинал как документалист. Похоронен на Антакальнисском кладбище.

## Фильмография

### Режиссёр
- 1968 — Чувства (совм. с Альгирдасом Даусой)
- 1970 — Да будет жизнь!
- 1974 — Садуто-туто
- 1976 — Потерянный кров (по Й. Авижюсу)
- 1978 — Лицо на мишени (по Честертону)
- 1980 — Факт
- 1981 — Медовый месяц в Америке
- 1983 — Исповедь его жены
- 1986 — Следы оборотня
- 1987 — Воскресный день в аду

### Сценарист
- 1981 — Медовый месяц в Америке

### Монтажёр
- 1981 — Медовый месяц в Америке

## Награды
- 1967 — приз Пятого Московского международного кинофестиваля («Время идёт по городу»)
- 1977 — приз Всесоюзного кинофестиваля («Потерянный кров»)
- 1977 — Главный приз Всесоюзного кинофестиваля («Факт»)
- 1981 — номинация на приз «Золотая пальмовая ветвь» 34-го Каннского кинофестиваля («Факт»)
- 1981 — Заслуженный деятель искусств Литовской ССР
- 1984 — Государственная премия Литовской ССР
- 2004 — Премия Правительства Литвы в области культуры и искусства
- 2005 — Кавалер ордена «За заслуги перед Литвой»
- 2009 — Национальная премия Литвы по культуре и искусству